# Domenico Schiavone
Domenico Schiavone (Matera, 11 giugno 1890 – Roma, 3 novembre 1973) è stato un politico italiano, membro del Senato della Repubblica per la Democrazia Cristiana.

## Biografia
Avvocato, alle elezioni politiche del 1948 è stato eletto Senatore nel collegio di Tricarico. È stato presidente della Commissione speciale per l'esame del disegno di legge concernente norme generali sull'azione amministrativa nel corso della II legislatura, e presidente della 1ª Commissione permanente del Senato dal 1966 al 1968, nella IV legislatura. Fu tra i primi a presentare un disegno di legge per l’istituzione dell’università in Basilicata e pose la questione del collegamento di Matera alla rete ferroviaria nazionale. Nel 1972 fu insignito dal Presidente della Repubblica Leone della medaglia d’oro del consiglio dell'ordine degli avvocati e procuratori.